# Юрій М'єнь
Юрій М'єнь (інший варіант написання прізвища — Мень, в.-луж. Jurij Mjeń, нім. Georg Möhn, 14 травня 1727, Грубочиці, Лужиця, Саксонія — 22 серпня 1785, Н'єсвачідло, Лужиця, Саксонія) — серболужицький письменник і поет, лютеранський священик. Йому належать перші спроби світської поезії в лужицькій літературі.

## Біографія
Ю. М'єнь народився 14 травня 1727 року в селі Грубочиці, розташованому біля міста Будишина. У 1746 році закінчив теологічний факультет Лейпцизького університету.
З 1750 року був лютеранським священиком у селі Н'єсвачідло. Був відомим проповідником, свої проповіді видав друком лужицькою мовою у кількох збірках.

## Творчість
Юрій М'єнь відзначався як палкий захисник рідної мови; поет захоплено оспівав її в своєму найкращому творі «Лужицької мови багатство й хвала в лицарській пісні» («Serbskeje rěče zamożenje a chwałba we rěčerskim kěrlišu»). Цей твір є парафразою оди Г. Клопштока про рідну мову «Поетична пісня». Твір у стилі бароко возвеличує лужицьку мову. Вірш було видано у 1806 році сином поета Р. М'єнєм.
Ю. М'єнь був перекладачем німецького поета Г. Клопштока.

## Виноски
1. ↑  Bibliothèque nationale de France BNF: платформа відкритих даних — 2011.
2. 1 2   Серболужицька література. // Українська радянська енциклопедія : у 12 т. / гол. ред. М. П. Бажан ; редкол.: О. К. Антонов та ін. — 2-ге вид. — К. : Головна редакція УРЕ, 1974–1985. — Т. 10. — 1983.
3. 1 2   Слов'янське літературознавство і фольклористика. Т.1. — К.: Наукова думка. — 1965. — С. 88.
4. 1 2   Е. Сятковська. Спроба переодизації істрії верхньолужицької літературної мови. // Проблеми слов'янознавства. Вип. 60, 2011. — С. 207—216.